# TMN CLASSIX
『TMN CLASSIX』（ティーエムエヌ・クラシックス）は、1993年8月21日にリリースされたTMNの2組目となるリミックスアルバム。キャッチコピーは「ウォーミングアップ?」。『TMN CLASSIX 1』と『TMN CLASSIX 2』という2枚が同時発売された。

## 解説
リプロダクションアルバム「DRESS」のような海外プロデューサーによるリミックスとは異なり、全曲小室哲哉本人がミックスを担当し、原曲のマスタートラックにシンセサイザーの音色のオーバーダビングを施した作品。1993年を感じさせるようなアレンジを目指したという。
「〜mix」はリミックス、「〜version」は原曲をそのまま収録と書かれており、原曲そのままで1993年を感じられるものは収録されている曲も一応リミックスを試したが、「オリジナルのままで十分大丈夫」と判断して原曲のバージョンを採用ということになっている。
小室の出したコンセプトとして、「今回のは(TMNの)93年型へのモデルチェンジ」「TMNには新しさが絶対的に必要だと思う。"新は旧を兼ねる"という考え方でやってみたい」「以前の楽曲を並べただけのベスト・アルバムにはしない」「ミキシング作業を自分だけで行い、僕がプロのレコーディング・エンジニアとして通用するかの実験」「打ち込みでもグルーヴが作れることを証明する」と言ったものが紹介されている。
立東社発行のキーボード専門誌「KB Special」1993年11月号で、TM NETWORKのサポート・キーボーディストであった白田朗は「時代を感じさせない手法は実に見事」と評している。
初回発売分には2作共、スリーブケース入りで発売。2014年9月24日にリマスター&高品質CD『Blu-spec CD2』で2枚組「TMN CLASSIX 1・2」として再発売された。
小室は、今回の収録曲以外に、『TIME TO COUNT DOWN』、『69/99』、『THE POINT OF LOVERS’ NIGHT』などもミックスをしたが、お蔵入りになった。これは、7thアルバムがハードロック調のため、テクノ調にミックスすることが難しかったからという理由である。

## 収録曲
曲名表記方法（オリジナルで、ひらがな、漢字表記のタイトルはアルファベットで表記。オリジナルで副題が付いた曲は、このアルバムでは副題表記無し）
mix,version表記方法（全て小文字、歌詞カードでは前後に()有り、外箱の裏ジャケット及び、内側ケースの裏ジャケットには()は無し）

### TMN CLASSIX 1
| #         | タイトル                                            | 作詞       | 作曲      | 編曲                                 | 時間  |
| --------- | --------------------------------------------------- | ---------- | --------- | ------------------------------------ | ----- |
| 1.        | 「CHANNEL '93」                                     |            | 小室哲哉  | 小室哲哉                             | 2:47  |
| 2.        | 「DIVE INTO YOUR BODY (extended 12' version mix)」  | 小室みつ子 | 小室哲哉  | 小室哲哉                             | 7:54  |
| 3.        | 「GET WILD (techno overdub mix)」                   | 小室みつ子 | 小室哲哉  | 小室哲哉                             | 6:33  |
| 4.        | 「WE LOVE THE EARTH (single overdub mix)」          | 小室哲哉   | 小室哲哉  | 小室哲哉                             | 5:20  |
| 5.        | 「RHYTHM RED BEAT BLACK (house sample foods mix)」  | 坂元裕二   | 小室哲哉  | 小室哲哉                             | 6:01  |
| 6.        | 「JUST LIKE PARADISE (expo overdub mix)」           | 小室哲哉   | 小室哲哉  | 小室哲哉・明石昭夫・ゲイリー・ライト | 5:25  |
| 7.        | 「INTERVAL」                                        |            | 小室哲哉  | 小室哲哉                             | 1:09  |
| 8.        | 「ANO NATSU O WASURENAI (motion picture mix)」      | 坂元裕二   | 小室哲哉  | 小室哲哉                             | 5:08  |
| 9.        | 「HUMAN SYSTEM (café de paris mix)」                | 小室みつ子 | 小室哲哉  | 小室哲哉                             | 5:01  |
| 10.       | 「CONFESSION (promotion mix)」                      | 西門加里   | 木根尚登  | 小室哲哉                             | 5:03  |
| 11.       | 「TELEPHONE LINE (lover's mix)」                    | 小室みつ子 | 木根尚登  | 小室哲哉                             | 4:36  |
| 12.       | 「THE POINT OF LOVERS' NIGHT (rhythm red version)」 | 小室哲哉   | 小室哲哉  | 小室哲哉                             | 6:32  |
| 合計時間: | 合計時間:                                           | 合計時間:  | 合計時間: | 合計時間:                            | 61:29 |

### TMN CLASSIX 2
| 全編曲: 小室哲哉 (#6、#9はノンクレジット)。 |                                          |            |           |       |
| #                                           | タイトル                                 | 作詞       | 作曲      | 時間  |
| 1.                                          | 「CHANNEL '93 PART 2」                   |            | 小室哲哉  | 0:19  |
| 2.                                          | 「WILD HEAVEN (extended hard core mix)」 | 小室みつ子 | 小室哲哉  | 8:33  |
| 3.                                          | 「LOVE TRAIN (extended euro mix)」       | 小室哲哉   | 小室哲哉  | 5:45  |
| 4.                                          | 「COME ON EVERYBODY (garage mix)」       | 小室哲哉   | 小室哲哉  | 4:48  |
| 5.                                          | 「U.K. PASSENGER (u.k. lap techno mix)」 | 西門加里   | 小室哲哉  | 1:51  |
| 6.                                          | 「69/99 (rhythm red version)」           | 坂元裕二   | 小室哲哉  | 4:53  |
| 7.                                          | 「INTERVAL 2」                           |            | 小室哲哉  | 1:58  |
| 8.                                          | 「TIME PASSED ME BY (moonlight mix)」    | 小室みつ子 | 木根尚登  | 1:42  |
| 9.                                          | 「DAICHI NO MONOGATARI (expo version)」  | 小室哲哉   | 木根尚登  | 4:00  |
| 10.                                         | 「7 DAYS WAR (album overdub mix)」       | 小室みつ子 | 小室哲哉  | 4:53  |
| 11.                                         | 「GIRLFRIEND (motion picture version)」  | 小室みつ子 | 木根尚登  | 4:51  |
| 12.                                         | 「SAD EMOTION (album version)」          | 神沢礼江   | 木根尚登  | 3:39  |
| 13.                                         | 「TIME PASSED ME BY (zurich mix)」       | 小室みつ子 | 木根尚登  | 4:06  |
| 14.                                         | 「JUST ONE VICTORY (single 7' version)」 | 小室哲哉   | 小室哲哉  | 5:36  |
| 合計時間:                                   | 合計時間:                                | 合計時間:  | 合計時間: | 56:54 |

## 曲解説

### TMN CLASSIX 1
1. Channel '93
  - インスト楽曲。
2. Dive Into Your Body (extended 12' version mix)
  - 20thシングル。シングル「DIVE INTO YOUR BODY」購入者応募特典曲として収録されているバージョンを基にリミックス。女声コーラスのサンプルをオーバーダビングしている。
3. Get Wild (techno overdub mix)
  - 10thシングル。原曲ではなく、19thシングル「Get Wild'89」のリミックス。キックを強調し、シーケンスをオーバーダビングしている。前の曲と繋がっている。
4. We Love The Earth (single overdub mix)
  - 25thシングル両A面曲。原曲をベースにハイハットを強調したミックス。
5. Rhythm Red Beat Black (house sample foods mix)
  - 23rdシングル。
  - タイトルはハウス・ミュージックのサンプリング・原曲がハウス食品のCMに使われたことが由来になっている[2]。
6. Just Like Paradise (expo overdub mix)
  - 8thアルバム『EXPO』収録曲。シーケンスをオーバーダビングしている。
7. Interval
  - 前曲のシーケンスがそのまま続いている。
8. Ano Natsu o Wasurenai (motion picture mix)
  - 8thアルバム『EXPO』収録曲。本作はアルファベットで表記されている。バラード風にアレンジを変更されている。
9. Human System (cafe de paris mix)
  - 5thアルバム『humansystem』収録曲。
  - ロンドンのナイトクラブ「Café de Paris」で感じた音の雰囲気をリミックスの際の参考にした[2]。リフレインの大サビのコーラスはカットされている。
10. Confession (promotion mix)
  - 3rdアルバム『GORILLA』収録曲。
11. Telephone Line (lover's mix)
  - 5thアルバム『humansystem』収録曲。
12. The Point of Lovers' Night (rhythm red version)
  - 21stシングル。本作に収録されているのは、7thアルバム『RHYTHM RED』に収録されているバージョン。

### TMN CLASSIX 2
1. Channel '93 Part 2
  - インスト楽曲。
2. Wild Heaven (extended hard core mix)
  - 26thシングル。アウトロ部分がシングルバージョンよりも3分以上長くなっている。アタックが金属的なピアノのコードバッキングがオーバーダビングされている。
3. Love Train (extended euro mix)
  - 25thシングル。8thアルバム『EXPO』購入者応募特典曲として収録されているバージョンを基にリミックス。シンセブラスのリフがオーバーダビングされている。
4. Come On Everybody (garage mix)
  - 15thシングル。音源はシングル版をベースとしている。アタックが金属的なピアノのコードバッキングをオーバーダビングしたミックス。
5. U.K. Passenger (u.k. lap techno mix)
  - 3rdアルバム『GORILLA』に収録されている「Passenger 〜a train named Big City〜」の最後のラップを抜き出し、リミックスした曲。
6. 69/99 (rhythm red version)
  - 7thアルバム『RHYTHM RED』収録曲。『RHYTHM RED』に収録された時と同じ様に前曲と繋がっている。
7. Interval 2
  - インスト楽曲。
  - 22nd Single 「TIME TO COUNT DOWN」とメロディーが同じなのは、当初「TIME TO COUNT DOWN」を本作用にリミックスする予定だったためである。
8. Time Passed Me By (moonlight mix)
  - 4thアルバム『Self Control』収録曲の間奏部分のコーラスを抜き出し、リミックスした曲。
9. Daichi no Monogatari (expo version)
  - 8thアルバム『EXPO』収録曲。本作はアルファベットで表記されている。
10. 7 Days War (album overdub mix)
  - 14thシングル。本作において"Seven"は数字の"7"と表記されている。またalbumと表記されている通り、音源は『CAROL』収録版（Four Pieces Band Mix）をベースとしている。シーケンスをオーバーダビングしている。
11. Girlfriend (motion picture version)
  - 14thシングル「SEVEN DAYS WAR」のカップリング曲。
12. Sad Emotion (album version)
  - 3rdアルバム『GORILLA』収録曲。
13. Time Passed Me By (zurich mix)
  - 4thアルバム『Self Control』収録曲。
  - タイトルの由来はスイスのチューリッヒをそのまま使用した[2]。
  - 1993年にモナコでフォーミュラ1を見て感動したあまり、帰りの飛行機のトランジットで1時間止まっていた。その後機内で考えた構想を基にリミックスを施した[2]。
14. Just One Victory (single 7' version)
  - 16thシングル。シングル版と同じ全体的にディレイがかかったミックスだが、シングル版がフェードアウトなのに対し、本作ではカットアウトとなっている。

## スタッフ
- Produced, Remixed : 小室哲哉
- Songs by :TMN
- Executive Producer : 小坂洋二
- Directed : 松田芳明
- Synclavier Operator : 高橋拓也
- Additional Recording Engineer : たまいげんた, 岡亨, しもかわたつや, いしかわてるき, 塩月博之, まちだつかさ, ささきもとのり, 大浦克寿
- Mastered : おがわさとし
- Executive Adviser : 青木高貴
- Art Direction & Design : 高橋伸明
- Design : くぼあきひろ

## リリース履歴
| No. | 日付          | レーベル                       | 規格         | 規格品番   | 最高順位 | 備考                                    |
| --- | ------------- | ------------------------------ | ------------ | ---------- | -------- | --------------------------------------- |
| 1   | 1993年8月21日 | EPIC・ソニー                   | CD           | ESCB-1422  | 1位      | TMN CLASSIX I                           |
| 1   | 1993年8月21日 | EPIC・ソニー                   | CD           | ESCB-1423  | 2位      | TMN CLASSIX II                          |
| 2   | 1996年6月17日 | EPIC・ソニー                   | CD           | ESCB-1763  |          | TMN CLASSIX I (再販盤)                  |
| 2   | 1996年6月17日 | EPIC・ソニー                   | CD           | ESCB-1764  |          | TMN CLASSIX II (再販盤)                 |
| 3   | 2014年9月24日 | ソニー・ミュージックダイレクト | Blu-spec CD2 | MHCL-30255 |          | TMN CLASSIX I・II、デジタルリマスター盤 |